# کیتینن
کیتینن (انگلیسی: Kitinen) رودخانه ای در فنلاند است. این رودخانه ۲۳۵ کیلومتر (۱۴۶ مایل) جریان دارد و چهارمین رودخانه طولانی فنلاند است. این رودخانه از میان شهرهای کیتیلا، پلکوسنیمی و سدان‌کوله در منطقه لاپلند می‌گذرد. مخزن پورتیپه‌تا و یک نیروگاه برق آبی در قسمت بالایی رودخانه واقع شده‌است. شاخه‌های کیتینن عبارتند از کمی‌یوکی، لویرو، و ساتتانن.